# Quirin Brundobler
Quirin Brundobler (* 1985 in München) ist ein deutscher Koch.

## Werdegang
Nach seiner Ausbildung zum Koch wechselte Brundobler nach einer Station in Österreich zum Restaurant Kai3 bei Jens Rittmeyer auf Sylt. Nach dem Restaurant La Source in Belgien kochte er im Dolder Grand Hotel in Zürich. Dann kehrte er als Souschef zum Restaurant Kai3 zurück.
2020 wurde er Küchenchef im Restaurant Das Grace im Hotel Das James in Flensburg. 2022 wurde das Restaurant mit einem Michelinstern ausgezeichnet.

## Auszeichnungen
- 2022: Ein Michelinstern für das Restaurant Das Grace in Flensburg[2]